# Her Sister's Sin
Her Sister's Sin est un film muet américain réalisé par Francis Ford et sorti en 1916.

## Fiche technique
- Réalisation : Francis Ford
- Scénario : Grace Cunard
- Durée : 10 minutes
- Date de sortie :
  - États-Unis : 2 avril 1916

## Distribution
- Francis Ford
- Grace Cunard